# هنري نوكس

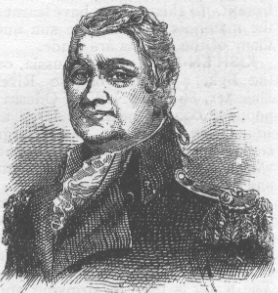
هنري نوكس

هنري نوكس (بالإنجليزية: Henry Knox)‏ هو جنرال في حرب الاستقلال الأمريكية وأول وزير حرب، وكان مولده في 25 يوليو 1750 في بوسطن وكان من أصل اسكتلندي-أيرلندي. وكان قد قرأ الكثير عن التكتيكات والاستراتيجيات، وانضم للجيش الأمريكي عند اندلاع الحرب وحارب في معركة بانكر هيل، ونظم دفاعات معسكرات الجيش في حصار بوسطن وجلب العديد من العتاد من حصون بحيرة جورج. في ترينتون عبر النهر قبل الفرقة الرئيسية، ونفذ الهجوم ببراعة وتمت ترقيته إلى عميد ورئيس المدفعية في الجيش القاري في اليوم التالي. كان حاضرا في برينستون؛ وكان مسؤولا عن الهجوم الفاشل على معركة جيرمانتاون، وحث نيويورك على القتال في حملة العام 1778، وأظهر مهاراته في معارك معركة مونموث ومعركة يوركتاون، وبعد استسلام كورنواليس تمت ترقيته إلى لواء، وكان مفوضا في عملية تبادل الأسرى.
كانت خدماته جليلة للقضية الأمريكية؛ وكان أحد مستشاري الجنرال واشنطن الثقاة، وارتقت في عهده مكانة المدفعية إلى درجة عالية. من ديسمبر 1783 وحتى يوليو 1784 كان الضابط الأعلى في جيش الولايات المتحدة. وفي أبريل 1783 قام بوضع أساس لجمعية تتألف من الضباط الأمريكيين والفرنسيين الذين شاركوا مع الولايات المتحدة خلال الحرب، وسميت سينسيناتي؛ وكان أول سكرتير عام على هذه الجمعية (1783 – 1799) وفي عام 1805 أصبح نائب الرئيس عليها. كان نوكس وزير الحرب بين عامي 1785 و 1794، وكان أول من يشغل هذا المنصب بعد إنشاء الحكومة الفيدرالية عام 1789. وحث على إنشاء نظام ميليشيا وطنية دون نجاح، حيث يتم إدخال كل المواطنين الذكور فوق 18 وتحت 60 سنة في «القوات المتقدمة» أو «القوات الرئيسية» أو «الاحتياط»، وبسبب هذا، وبسبب صداقته مع واشنطن، فقد هاجمه الجمهوريون بكل عنيف. في عام 1793 بدأ يبني بيته المدعو مونتبليير هاوس في توماستون في مين، حيث كان يعمل بالمضاربة في الأراضي لصالح شركة إيسترن لاند، وعاش هناك في بيته حتى وفاته في 25 أكتوبر 1806.

## قراءات أخرى
- مذكرات الجنرال هنري نوكس Memoir of General Henry Knox بقلم ف س دريك (بوسطن، 1873).
- هنري نوكس بقلم نواه بروكس (نيويورك، 1900).

## روابط خارجية
- هنري نوكس على موقع الموسوعة البريطانية (الإنجليزية)
- هنري نوكس على موقع إن إن دي بي (الإنجليزية)